# 米哈·祖潘

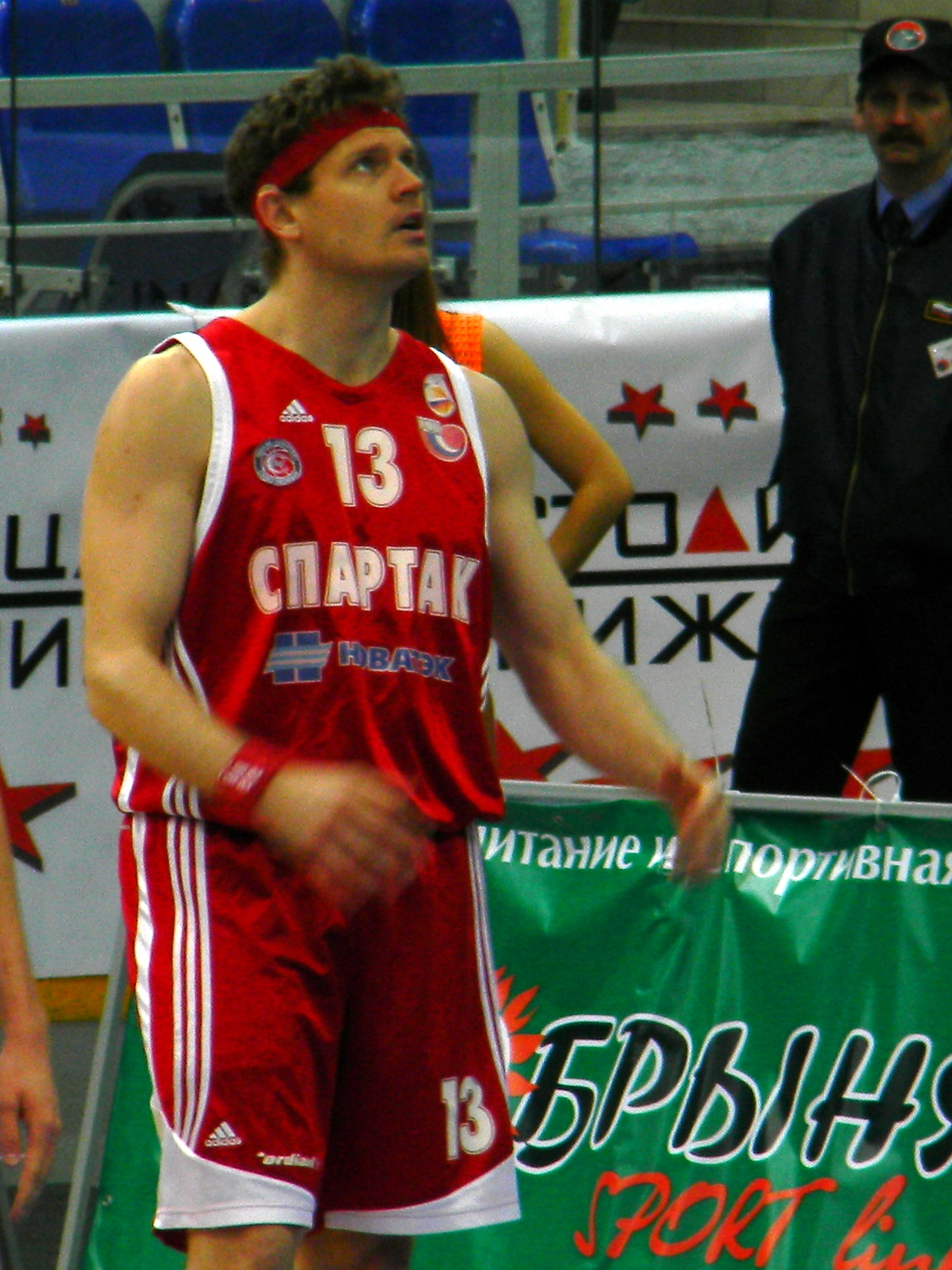
米哈·祖潘

米哈·祖潘（1982年9月13日—），斯洛文尼亞籃球運動員，現在效力於土耳其籃球聯賽球隊烏阿斯克體育。他也代表斯洛文尼亞國家籃球隊參賽。他在場上的位置是控球後衛或中鋒。